# 勝山芳藏
勝山 芳藏（かつやま よしぞう、1841年12月27日（天保12年11月15日） - 1896年（明治29年）11月30日）は、因幡国気高郡（現鳥取市）出身の力士。本名は小松 芳五郎。年寄2代尾車。最高位は東前頭5枚目（明治5年4月場所）。

## 人物
玉垣に入門し1864年10月序ノ口。負け越しが一度もなく1871年4月入幕。しかし幕内では不調で一度も勝ち越せず下位の常連であった。負け越し続きにもかかわらず1877年6月までの6年間幕内から陥落しなかったのは若者頭的存在で指導能力があったためと思われる。1877年引退し年寄尾車を襲名。尾車の名跡は元禄時代以来の復活と思われ、師匠玉垣の後ろ盾と事務能力から角界に残るため復活させたと考察される。
年寄としては尾車部屋を創設し大関大戸平、のちの横綱大砲、大関荒岩などを育成し玉垣部屋を凌ぐほどであった。
相撲会所内では願人（勧進元）や勝負検査役を務めた。
1896年11月、巡業先の高知市で死去、享年56。部屋は弟子の大戸平が現役で継承した。

## 成績
幕内　通算13場所13勝47敗3分1預66休